# Алгебра Гейтінга
Алгебра Гейтінга — ґратка, що узагальнює Булеву алгебру, названа на честь Аренда Гейтінга. Алгебри Гейтінга постають як моделі інтуіціоністської логіки, логіки в якій закон виключення третього не виконується.

## Визначення
Алгебра Гейтінга H — обмежена ґратка (тобто існують 0 та 1), така що для всіх a,b ∈ H існує найбільший елемент x ∈ H такий, що
{\displaystyle a\wedge x\leq b.}
Цей елемент є відносним псевдо-доповненням a по відношенню до b, і позначається a → b.
Псевдо-доповненням довільного елемента x називається ¬x = (x → 0). Отже, за визначенням, a ∧ ¬a = 0. Хоча, не завжди a ∨ ¬a = 1, як це виконується в Булевій алгебрі.
Доповнена Алгебра Гейтінга — Алгебра Гейтінга, що є доповненою ґраткою.

## Алгебраїчне визначення
Алгебра Гейтінга H — обмежена ґратка, з бінарною операцією імплікації, тобто:
1. {\displaystyle ~a\rightarrow a=1}
2. {\displaystyle a\wedge (a\rightarrow b)=a\wedge b}
3. {\displaystyle b\wedge (a\rightarrow b)=b}
4. {\displaystyle a\rightarrow (b\wedge c)=(a\rightarrow b)\wedge (a\rightarrow c)} — дистрибутивний закон.

## Приклади
- Булева алгебра є алгеброю Гейтінга, в якій імплікація визначена як p → q = ¬p ∨ q.
- Лінійно впорядкована множина що є обмеженою ґраткою є алгеброю Гейтінга, де p → q дорівнює q, якщо p>q, і 1 в протилежному випадку.
- Найпростішою алгеброю Гейтінга, що не є Булевою алгеброю є цілком впорядкована множина {0, ½, 1} з імплікацією, визначеною як в прикладі 2. Зауважимо, що не виконується закон виключення третього: ½ ∨ ¬½ =  ½.

## Властивості

### Загальні властивості
- Алгебра Гейтінга є дистрибутивною ґраткою.
- Частковий порядок ≤ на H може мати відновлений за допомогою операції → таким чином: для довільних a, b ∈ H, a ≤ b тоді і тільки тоді, коли a → b = 1.

- На відміну від багатозначної логіки, якщо в алгебрі Гейтінга (чи Булевій алгебрі) для деякого елемента: ¬a = a , тоді алгебра є одноелементною.

### Закони де Моргана
Один із законів де Моргана в алгебрі Гейтінга виконується без змін:
{\displaystyle \lnot (x\vee y)=\lnot x\wedge \lnot y}
Інший виконується в слабшій формі:
{\displaystyle \lnot (x\wedge y)=\lnot \lnot (\lnot x\vee \lnot y)}